# 奈登费尔斯
奈登费尔斯是德国莱茵兰-普法尔茨州的一个市镇。总面积6.65平方公里，总人口870人，其中男性417人，女性453人（2011年12月31日），人口密度131人/平方公里。